# Territornis
Genre
Territornis est un genre d'oiseaux de la famille des Meliphagidae.

## Liste des espèces
Selon la classification de référence du Congrès ornithologique international (14.2, 2024) il comporte trois espèces :
- Territornis albilineata (White, HL, 1917) — Méliphage à boucle blanche
- Territornis fordiana (Schodde, 1989) — Méliphage du Kimberley
- Territornis reticulata (Temminck, 1820) — Méliphage réticulé

## Systématique
Le nom valide complet (avec auteur) de ce taxon est Territornis Mathews, 1924.